# Мусалимов, Ростислав Валерьевич
Ростислав Валерьевич Мусалимов (28 июля 1986, Устинов) — российский биатлонист, неоднократный чемпион и призёр чемпионатов России. Мастер спорта России (2005).

## Биография
Начал заниматься биатлоном в Ижевске у тренера В. С. Журавлёва. На взрослом уровне тренировался у Александра Валерьевича Зайцева. Выступал за СДЮШОР г. Ижевска и Республику Удмуртия.
На уровне чемпионата России становился чемпионом в 2011 году в командной гонке и смешанной эстафете, в сезоне 2013/14 одержал победу в индивидуальной гонке. Неоднократно становился серебряным и бронзовым призёром чемпионата страны.
На международных соревнованиях высокого уровня не выступал.
По окончании сезона 2014/15 завершил спортивную карьеру.

## Личная жизнь
Женат. Окончил юридический факультет ижевского филиала Нижегородской академии МВД РФ (2008).